# آلان كوك
آلان كوك (بالإنجليزية: Alan Cook)‏ (و. 1922 – 2004 م) هو فيزيائي من المملكة المتحدة .
وكان عضواً في الجمعية الملكية .

## التعليم
تعلم في Corpus Christi College

## جوائز
حصل على جوائز منها:
- زميل في الجمعية الملكية.